# Twelve moons
Twelve moons is een studioalbum van Jan Garbarek. Het verzoek van Allmusic om een tweede album op te nemen met Miroslav Vitous en Peter Erskine werd in de wind geslagen. Garbarek keerde terug naar oude maten Weber en Katché. Ook weer te horen zijn bewerkingen van Noorse volksmuziek en een enkele joik van de Saami. Het titelnummer is geschreven voor de film Around the year in Børfjord.

## Musici
Niet alle musici spelen in elk nummer mee:
- Jan Garbarek – sopraansaxofoon, tenorsaxofoon, synthesizer
- Manu Katché – slagwerk (track 1, 3, 4, 5, 7, 9, 10)
- Marilyn Mazur – percussie (track 1, 2, 4, 6, 7, 9)
- Agens Buen Garnås – zang (track 2)
- Eberhard Weber – bas (track 2, 3, 4, 5, 6, 7, 9, 10)
- Rainer Brüninghaus – piano (track 3, 4, 5, 6, 7, 9, 10)
- Mari Boine – zang (track 8)

## Muziek
| Nr. | Titel                                                  | Duur  |
| --- | ------------------------------------------------------ | ----- |
| 1.  | Twelve moons (winter-summer; summer-winter) (Garbarek) | 7:35  |
| 2.  | Psalm (trad. Garbarek, Elling Hansen)                  | 6:32  |
| 3.  | Brother wind march (Garbarek)                          | 10:17 |
| 4.  | There were swallows … (Garbarek)                       | 8:26  |
| 5.  | The tall tear trees (Garbarek)                         | 5:45  |
| 6.  | Arietta (Edvard Grieg, Garbarek)                       | 6:21  |
| 7.  | Gautes-Margjit (trad, Garbarek)                        | 11:54 |
| 8.  | Darvánan (Boine)                                       | 4:54  |
| 9.  | Huhai (Garbarek)                                       | 7;29  |
| 10. | Witchi-tai-to (Jim Pepper)                             | 5:43  |

Witchi-tai-to had Garbarek eerder opgenomen voor zijn gelijknamige album.